# Aarwangen
Aarwangen és un municipi del cantó de Berna (Suïssa), cap del districte d'Aarwangen i des del 2010 cap del Districte administratiu d'Oberaargau.